# Estrada de Ferro Maricá
A Estrada de Ferro Maricá foi uma companhia ferroviária atuante no Brasil.

## História
O crescimento das cidades do Rio de Janeiro e Niterói na segunda metade do século XIX proporcionou o aumento na demanda por alimentos. O município de Maricá era um dos que garantiam parte do abastecimento dessas cidades e, consequentemente, desenvolvia sua economia para atender a demanda. A  principal dificuldade de Maricá em manter relações comerciais com outros municípios, era a precária, ou quase inexistente via de comunicação. O transporte de mercadorias era realizado por tropas de mula, utilizando caminhos nas restingas e serras que cercam quase que a totalidade do território de Maricá.
Os caminhos do trem na região do sal, datam do final do século XIX e possuem uma característica muito peculiar. Sua construção deve-se a iniciativa de personalidades ilustres da comunidade que, com idealismo e capacidade de mobilização, utilizando-se de recursos materiais e financeiros próprios, em 1887, conseguem implementar tão importante empreitada.
Em função da limitação dos recursos, a estrada passou por inúmeras dificuldades para ser implantada, sendo a primeiro delas a própria ligação com Niterói, já que a Companhia Cantagalo explorava a linha que se estendia da Capital Fluminense até Alcântara. Teve então a Estrada de Ferro Maricá que se iniciar em Alcântara. O primeiro trecho inaugurado, em 25 de novembro de 1888, ligava Alcântara a Rio do Ouro, passando pelas estações de Sacramento e Santa Izabel.

### Início da construção
Em 1889, foi inaugurado o trecho entre Rio do Ouro e Itapeba, a três quilômetros da Vila de Maricá, que neste mesmo ano, é elevada à categoria de cidade.
A construção da estrada de ferro teve inicio em 1887, por iniciativa de um grupo influente da elite maricaense. Em 25 de Novembro de 1888 foi inaugurado o primeiro trecho da ferrovia ligando as estações de Raul Veiga (próximo a Alcântara) e Rio do Ouro, além de outras duas estações intermediárias: Sacramento e Santa Izabel. Devido a dificuldades financeiras, apenas em 1894 foi inaugurado o trecho que faltava até o centro de Maricá e em 1900 um prolongamento até Neves em São Gonçalo e outro de 10 km de Maricá até Manuel Ribeiro também foi concluído em 1901.
O presidente Nilo Peçanha, em sua curta passagem pelo governo federal (1909-1910), assumiu o prolongamento da Estrada de Ferro Maricá até Araruama e investiu 2.182:324$000 (mais de dois milhões de réis). Em sua homenagem a estação localizada próxima a Ponta Negra de onde começaria o prolongamento recebeu o seu nome, a denominada Estação Nilo Peçanha. Pelos Decretos Federais n.º 7.912 de 7 de abril de 1910 e n.º 8.348 de 8 de novembro de 1910, sabe-se da concessão da exploração à Companhia Lavoura e Colonização, em São Paulo, do trecho entre a estação Nilo Peçanha e a localidade de Iguaba Grande.
Em 19 de junho de 1911 foi fundada em Paris a Compagnie Generale de Chemins de Fer dês Etats Unis du Brèsil com o objetivo de investir cerca de um milhão de francos nas estradas de ferro brasileiras. A partir de 1913, a companhia francesa recebeu a concessão da Estrada de Ferro Maricá bem como se tornou responsável pela construção do prolongamento até Araruama. Esta companhia foi responsável por inúmeras melhorias na ferrovia e conseguiu em pouco mais de um ano completar o prolongamento da estrada de ferro.

### Percurso na década de 1930

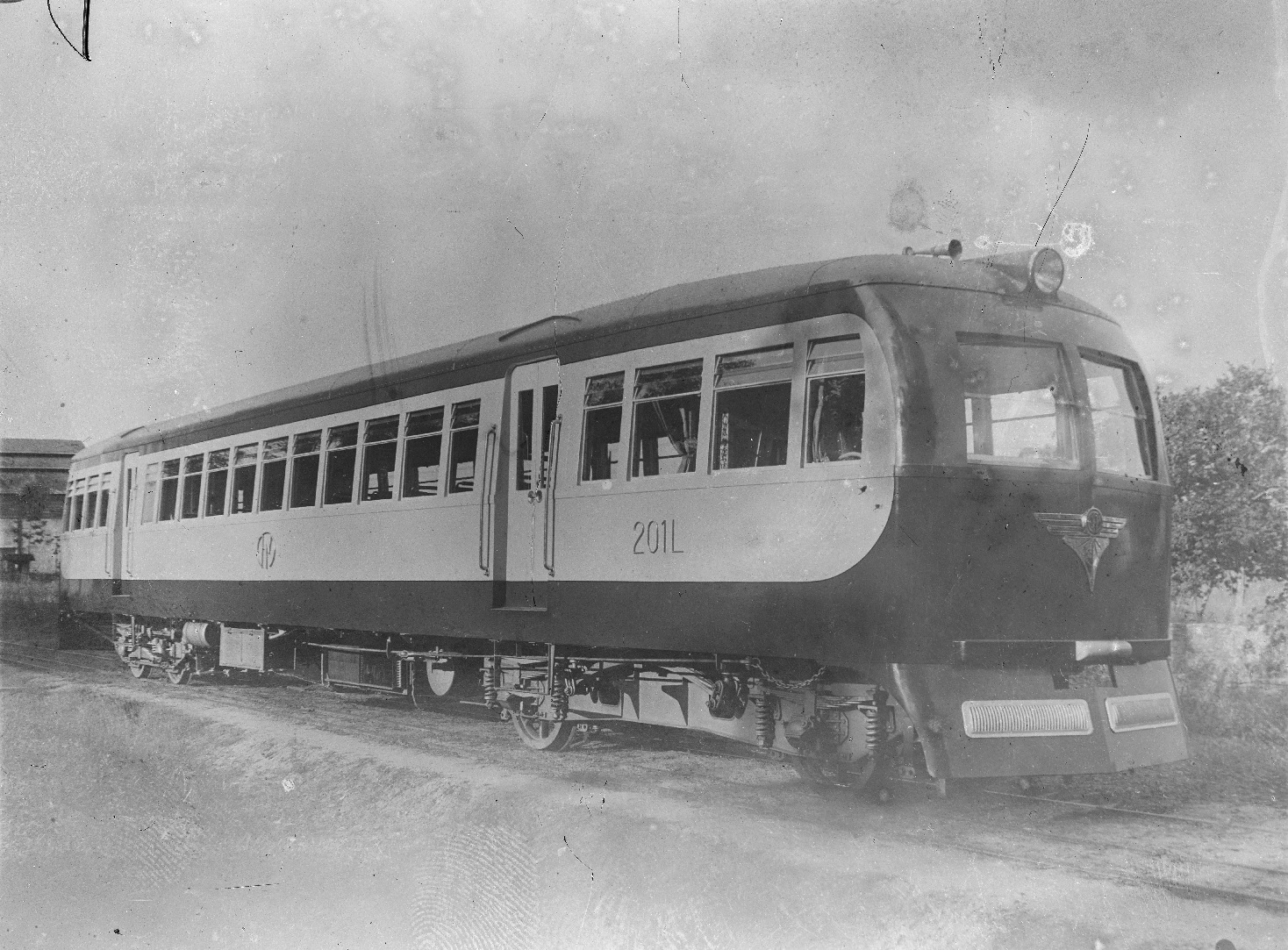
Automotriz fabricada pela empresa Trajano de Medeiros & Cia para a Estrada de Ferro Maricá, 1944. Arquivo Nacional.

Na década de 1930, o trem seguia o seguinte percurso: Barreto, em Niterói;  Neves, Sete Pontes, Rocha, Mutondo, Raul Veiga, Barracão, Sacramento, Santa Izabel, Salvatori,  Rio do Ouro, Santa Eulália, em São Gonçalo; Calaboca, Inoã, São José, Buriche, Itapeba, Camburi, Maricá, Bom Jardim, Ignácio, Manoel Ribeiro, Joaquim Mariano, Nilo Peçanha, em Maricá; Km 73, São Tiago, Caçadores, Sampaio Correia, Morro dos Pregos, Nazareth, Km 97, Bacaxá, Km 103, Ipitangas, em Saquarema; Ponte dos Leites,
Araruama, Km 126, Iguaba Grande, em Araruama – sendo que as localidades grifadas possuíam estações, enquanto as outras eram apenas paradas. O trem partia de Neves às 7:00 horas  e chegava em Iguaba Grande às 11:30 horas.
Em 1933, durante o governo do presidente Getúlio Vargas (1930-1945), a Estrada de Ferro Maricá foi encampada e passou a ser administrada pelo Governo Federal. Nesse período foi construído o prolongamento da ferrovia passando por São Pedro da Aldeia indo até Cabo Frio, inauguradas em 1937. Outras melhorias aconteceram a partir de 1943, quando a Estrada de Ferro Maricá foi incorporada a Estrada de Ferro Central do Brasil, também administrada pelo Governo Federal.
A partir dessa data até a abertura das estradas de rodagem, na década de 1940, o caminho do trem viria a ser o principal elo de ligação de Maricá com outros municípios e, com a extensão da estrada de ferro até São Pedro da Aldeia e Cabo Frio, grandes produtores de sal, passou a ser também  o caminho do sal, por onde escoava o produto da região até o mercado consumidor.
A partir da década de 1950, inúmeras rodovias começam a ser construídas e asfaltadas em todo o Brasil. O Governo Federal deu inicio a uma política de priorização do transporte rodoviário em detrimento do ferroviário, para incentivar as novas indústrias ligadas ao setor automotivo que estavam se instalando no Brasil. Foi assim que nos anos 1950, foi dado inicio às obras de asfaltamento da Rodovia Amaral Peixoto, ligando Niterói à Macaé. A pavimentação da rodovia permitiu a facilitação do acesso aos municípios da Região dos Lagos e se tornou uma alternativa mais competitiva em relação ao transporte ferroviário.
Nesse momento, a Estrada de Ferro Maricá já não era mais a única forma de transporte da região e passou a enfrentar a feroz concorrência das empresas de transporte rodoviário. Apesar de ter um custo maior, o transporte rodoviário era considerado mais "fácil", podendo oferecer novos trajetos aos usuários e aos transportes de carga, ainda que oferecesse menor demanda nos dois. Com isso, a ferrovia foi considerada pelo governo como “anti-econômica” e deveria ser desativada.
Em 30 de agosto de 1943, o Patrimônio da EFM é incorporado ao da Estrada de Ferro Central do Brasil. De 1958 a 1966, esta foi administrada pela Estrada de Ferro Leopoldina, que a partir de 1957, havia se tornado uma subsidiária da RFFSA. Na década de 60, ocorreu a desativação e erradicação do trecho de Cabo Frio a Virajaba, por alegação do trecho ser ''antieconômico'' pelo GESFRA, grupo considerado de ''extermínio ferroviário'', devido à sua suposta ''baixa demanda'' de cargas.

### Reativação
Grandes produtores rurais, políticos, moradores e produtores de sal da cidade de São Pedro da Aldeia e municípios afetados pela desativação fizeram manifestações contrárias, pedindo a reativação da linha, tal movimento culminou numa reunião na Câmara de Vereadores de Araruama, onde um interventor da Rede Ferroviária Federal (RFFSA) prometeu ressaltar a necessidade de retorno daquela em relatório oficial. Entretanto, no tal relatório, constava que a única fonte de renda da região era o cultivo do abacaxi! simultaneamente, foram levantadas denúncias envolvendo ex-ferroviários e empresas rodoviárias coletivas, com fortes indícios de favorecimento ilícito, corrupção, tráfico de influência e sabotagem política, nunca averiguadas.

## Importância

### Maricá
No município de Maricá uma série de reflexos decorrentes da inauguração da ferrovia em 1887 puderam ser observados. O primeiro deles foi a elevação da vila de Maricá a condição de cidade em 7 de dezembro de 1889. O trem resultava no meio de transporte mais eficiente da cidade de Maricá que desfrutava de um enorme desenvolvimento proporcionado pela ferrovia. Os núcleos urbanos nos arredores das estações se expandiram e novas ruas foram abertas. No entorno da estação inaugurada em 1894 no centro da cidade de Maricá surgiram diversos estabelecimentos comerciais.
Em Manoel Ribeiro, onde foi inaugurada uma estação em 1901, localizava-se uma das principais fazendas de Maricá, empregando um enorme contingente de pessoas e desenvolvendo um pequeno núcleo urbano. Nesta localidade era produzida uma grande quantidade de laranja transportada pela ferrovia.

### Saquarema
Em Saquarema a população sempre esteve muito ligada à pesca e a produção agrícola. A indústria açucareira colaborou para incrementar a economia da cidade durante todo o período em que a Estrada de Ferro Maricá funcionou. Isso porque, em Sampaio Correia, distrito de Saquarema, estava instalada a usina Santa Luiza, a maior usina de cana-de-açúcar da Região dos Lagos. A estação de Sampaio Correia foi inaugurada em primeiro de maio de 1913, e se localizava junto à usina, atendendo sua demanda de transporte, e a cerca de 800 metros do principal núcleo populacional da região.
A usina, hoje, encontra-se desativada, assim como a estação, que foi demolida. No entanto, o núcleo urbano de Sampaio Correia ainda resiste e parece ter parado no tempo, juntamente com a ferrovia. O bairro lembra nitidamente uma pequena cidade do interior, com uma igreja, um cemitério, uma agencia bancária, algumas pequenas lojas, antigas casas e sua população que lamenta profundamente a desativação da usina e da ferrovia, que juntas, significavam a principal fonte de emprego e renda para os moradores de Sampaio Correia.
As principais mercadorias que embarcavam na estação Bacaxá eram: limão, galinhas, bois e porcos, procedentes das muitas fazendas que existiam na região. Os moradores de Saquarema utilizavam o trem para ir a Niterói ou então de lá, chegar ao Rio de Janeiro através das barcas, os que moravam próximo à estação aproveitavam a parada do trem para vender doces.

### Araruama
Araruama se desenvolveu com a extração de sal da lagoa. Na localidade de Ponte dos Leite, distrito de Araruama, se instalaram algumas indústrias para o beneficiamento do sal e fabricação de cal, gesso e barrilha junto a ferrovia. Segundo moradores, Ponte dos Leite possuía atividades comerciais mais intensas do que o próprio centro da cidade de Araruama.
Quando a ferrovia foi desativada na década de 1960, as indústrias também encerraram suas atividades. Sem possuir um meio de transporte eficiente as indústrias fecharam as portas, deixando muitos desempregados.  Com o fim das atividades produtivas em Ponte dos Leite, o comércio também fechou e hoje não existe nem mesmo uma padaria no bairro.
No centro da cidade de Araruama, também existia uma estação. O trem transportava mercadorias e passageiros para a cidade e também era responsável pelo abastecimento de água, trazida em seus vagões.

### São Pedro da Aldeia
São Pedro da Aldeia enfrentava dificuldades em transportar a produção de sal. Com a inauguração em 1914 do prolongamento da Estrada de Ferro Maricá até Iguaba Grande, na época parte integrante do município, o transporte de mercadorias e pessoas foi facilitado, as lavouras se desenvolveram, a produção de sal aumentou, diversas indústrias surgiram e o comércio se desenvolveu. Junto à estação existiam armazéns, fabrica de cal, descaroçadora de algodão, fábrica de farinha, olaria, fábrica de cerâmica, moagem de ostra, fabrica de gelo para o transporte do pescado, entre outras, totalizando 27 pequenas indústrias que utilizavam matéria prima da região e transportavam sua produção através da ferrovia.

### Cabo Frio
Em 1937 foi inaugurado o último trecho de Iguaba Grande até Cabo Frio, incluindo a Estação de São Pedro da Aldeia, facilitando o transporte para o município que também era um grande produtor de sal e passou a utilizar o trem para transportar suas mercadorias. 

### Armação dos Búzios
No município de Armação dos Búzios existe as ruínas da estação de Campos Novos, fica dentro da Base Radiográfica da Marinha. Esse prolongamento seguia entre o PT Fonseca até Macaé.

## Arquitetura
No percurso até Iguaba Grande encontram-se, com sua tipologia característica, estações ou simples abrigos de parada do trem que foram construídos nos primeiros vinte anos do século XX, de arquitetura modesta com cobertura em duas águas, como é possível observar na iconografia de época.
As estações mais recentes, como as de São Pedro e Cabo Frio, se destacam das demais por serem mais imponentes e apresentarem uma
linguagem "Art Decô", tirando partido do uso do concreto e de lajes planas.
Foi pioneira na utilização do concreto armado na construção do seu prolongamento até Macaé, sendo que as ruínas de sua antiga ponte sobre o rio São João em Casimiro de Abreu se tornaram ponto turístico na cidade.